# Hammarbergs Orgelbyggeri
Hammarbergs Orgelbyggeri var ett svenskt företag som renoverade och tillverkade orglar. De hade sitt säte på Gamla Brottkärrsvägen 69 i Hovås utanför Göteborg. Verksamheten upphörde 2013.
Företaget grundades som en orgelbyggarverkstad 1847 av Adolf Fredrik Pettersson, som senare överlät den på sin son, Gustaf Adolf Pettersson. 1897 övertogs den han av hans son, Olof Hammarberg. Senare blev den ett aktiebolag.

## Ägare
- Gustaf Adolf Petersson (1840–1914)
- Olof Hammarberg (1871–1941)
- Nils Olof Hammarberg (1913–1991)

## Orglar (urval)

### Nybyggnationer
| År   | Ursprunglig kyrka                        | Stift     | Bild                                       | Manualer | Pedal        | Stämmor | Bevarad orgel/fasad | Övrigt |
| ---- | ---------------------------------------- | --------- | ------------------------------------------ | -------- | ------------ | ------- | ------------------- | --- |
| 1905 | Färlövs kyrka                            | Lund      |                                            |          |              | 18      | Nej/Ja              | |
| 1910 | Gunnarsnäs kyrka                         | Karlstad  |                                            |          |              | 4       | Nej/Ja              | |
| 1912 | Böda kyrka                               | Växjö     |                                            |          |              | 12      | Nej/Ja              | |
| 1916 | Endre kyrka                              | Visby     |                                            |          |              | 8       |                     | |
| 1918 | Älgarås kyrka                            | Skara     | Älgarås_kyrka_-_KMB_-_16001000011370       |          |              | 14      | Nej/Nej             | |
| 1920 | Habo kyrka                               | Skara     |                                            |          |              | 16      | Nej/Ja              | En ny orgel byggdes 1962 av Hammarbergs Orgelbyggeri.                                                                                                  |
| 1924 | Lysviks kyrka                            | Karlstad  |                                            | 2        | Självständig | 24      | Ja/Ja               | |
| 1925 | Pelarne kyrka                            | Linköping | Pelarne_kyrka_-_KMB_-_16000200087057       |          |              |         | Nej/Ja              | |
| 1925 | Horns kyrka                              | Linköping | Horn_kyrkas_orgelläktare_2020              |          |              |         | Nej/Ja              | |
| 1932 | Borgholms kyrka                          | Växjö     |                                            | 2        | Självständig | 18      | Nej/Nej             | |
| 1935 | Runstens kyrka                           | Växjö     | Runstens_kyrka_Interiör_07                 | 2        | Självständig | 20      | Ja/Ja               | |
| 1936 | Tjureda kyrka                            | Växjö     | Tjureda_kyrka_Orgeln_010                   | 1        | Självständig | 10      | Ja/Ja               | Pneumatisk orgel. Fasaden är från en orgel som flyttades till kyrkan 1877. Den byggdes 1835 av Pehr Zacharias Strand, Stockholm för Skeppsholmskyrkan. |
| 1937 | Jäders kyrka                             | Strängnäs | Jäders_kyrka_3                             | 3        | Självständig | 28      | Ja/Ja               | |
| 1939 | Södra Härene kyrka                       | Skara     |                                            | 1        | Självständig | 6       | Ja/Ja               | |
| 1940 | Gunnarskogs kyrka                        | Karlstad  |                                            | 2        | Självständig | 20      | Ja/Ja               | |
| 1944 | Öckerö gamla kyrka                       | Göteborg  |                                            | 1        | Bihängd      | 4       | Ja/Ja               | |
| 1946 | Hagfors kyrka                            | Karlstad  | Gustav_Adolfs_kyrka_-_KMB_-_16000200145658 |          |              | 36      | Nej/Ja              | |
| 1947 | Hols kyrka                               | Skara     |                                            | 2        | Självständig | 7       | Ja/Ja               | |
| 1948 | Vickleby kyrka                           | Växjö     | Vickleby_Organ                             | 2        | Självständig | 12      | Nej/Ja              | |
| 1948 | Södra Hestra kyrka                       | Växjö     |                                            | 2        | Självständig | 18      |                     | |
| 1950 | Öckerö nya kyrka                         | Göteborg  |                                            | 3        | Självständig | 25      |                     | |
| 1952 | Våmbs kyrka                              | Skara     |                                            |          |              |         |                     | |
| 1952 | Segerstads kyrka                         | Växjö     | Segerstads_kyrka_Interiör_10               | 2        | Självständig | 16      | Ja/Ja               | |
| 1952 | Ljuders kyrka                            | Växjö     | Ljuders_kyrka-2009-07-10-orgel             | 2        | Självständig | 27      | Nej/Ja              | |
| 1952 | Tidaholms kyrka                          | Skara     |                                            |          |              |         |                     | |
| 1953 | Stenåsa kyrka                            | Växjö     | Stenåsa_kyrka_008                          | 2        | Självständig | 19      | Ja/Ja               | |
| 1953 | Kumlaby kyrka                            | Växjö     |                                            | 1        | Bihangspedal | 4       |                     | |
| 1954 | Runtuna kyrka                            | Strängnäs |                                            | 2        | Självständig | 21      | Ja/Ja               | |
| 1955 | Föra kyrka                               | Växjö     | Föra_kyrka_Interiör_09                     | 2        | Självständig | 16      | Ja/Ja               | |
| 1955 | Öjaby kyrka                              | Växjö     |                                            | 2        | Självständig | 14      | Ja/Nej              | Den omändrades 1976 av Nils-Olof Berg, Nye, varvid den även fick en ny fasad. Orgeln är mekanisk.                                                      |
| 1957 | Torpa kyrka                              | Linköping |                                            | 2        | Självständig | 11      | Ja/Ja               | |
| 1957 | Önnestads kyrka                          | Lund      |                                            | 2        | Självständig | 18      | Ja/Ja               | |
| 1957 | Örgryte gamla kyrka                      | Göteborg  |                                            | 2        | Självständig | 19      | Ja/Ja               | Orgeln omdisponerades 2002 av Tostareds kyrkorgelfabrik.                                                                                               |
| 1958 | Gärdslösa kyrka                          | Växjö     | Gärdslösa_kyrka_Orgeln_017                 | 2        | Självständig | 21      | Ja/Ja               | |
| 1958 | Munka-Ljungby kyrka                      | Lund      |                                            | 2        | Självständig | 21      | Ja/Ja               | |
| 1958 | Holmedals kyrka                          | Karlstad  |                                            | 2        | Självständig | 20      |                     | |
| 1959 | Trefaldighetskyrkan, Arvika              | Karlstad  |                                            | 3        | Självständig | 32      | Ja/Ja               | |
| 1959 | Västerledskyrkan, Stockholm              | Stockholm |                                            | 3        | Självständig | 30      |                     | |
| 1960 | Stenbrohults kyrka                       | Växjö     |                                            | 3        | Självständig | 32      | Ja/Ja               | |
| 1960 | Vetlanda kyrka                           | Växjö     |                                            | 1        | Bihangspedal | 5       | Ja/Ja               | Kororgel, placerad vid sidan om korets norra sida. |
| 1962 | Stenkyrka kyrka                          | Göteborg  |                                            | 2        | Självständig | 20      |                     | |
| 1962 | Hagby kyrka                              | Växjö     | Hagby_kyrka_-_KMB_-_16000200080730         | 2        | Självständig | 12      | Nej/Nej             | |
| 1962 | Horns kyrka                              | Linköping |                                            | 2        | Självständig | 20      | Ja/Ja               | |
| 1962 | Urshults kyrka                           | Växjö     |                                            | 2        | Självständig | 24      | Ja/Ja               | Fasaden är från 1825 års orgel, bygg av Pehr Zacharias Strand, Stockholm. Orgeln är mekanisk.                                                          |
| 1962 | Lits kyrka                               | Härnösand |                                            |          |              |         |                     | |
| 1962 | Habo kyrka                               | Skara     |                                            | 2        | Självständig | 16      | Ja/Ja               | Orgeln invigdes på Heliga Trefaldighets dag 1962. |
| 1962 | Persnäs kyrka                            | Växjö     | Persnäs_kyrka.Orgeln017                    | 2        | Självständig | 13      | Ja/Ja               | |
| 1963 | Köla kyrka                               | Karlstad  |                                            | 2        | Självständig | 16      | Ja/Ja               | |
| 1963 | Boda kyrka                               | Västerås  | Boda_kyrka_läktarorgeln                    | 2        | Självständig | 24      | Ja/Ja               | |
| 1963 | Ljungs kyrka                             | Göteborg  |                                            | 2        | Självständig | 21      | Ja/Ja               | |
| 1963 | Dörby kyrka                              | Växjö     |                                            | 2        | Självständig | 17      | Ja/Ja               | |
| 1964 | Alböke kyrka                             | Växjö     | Alböke_kyrka_Interiör_08                   | 1        | Självständig | 8       | Ja/Ja               | |
| 1966 | Högalidskyrkan                           | Stockholm | Interior_of_Högalidskyrkan_(10)_Organ      | 4        | Självständig | 64      | Ja/Ja               | |
| 1966 | Varbergs kyrka                           | Göteborg  |                                            | 3        | Självständig |         | Ja/Ja               | |
| 1966 | Mörbylånga kyrka                         | Växjö     | Mörbylånga_kyrka_Interiör_003              | 2        | Självständig | 18      | Ja/Ja               | |
| 1967 | Fridafors kyrka                          | Växjö     |                                            | 1        | -            | 4       | Ja/Ja               | Mekanisk orgel. |
| 1967 | Eksjö kyrka                              | Linköping |                                            | 3        | Självständig |         | Ja/Ja               | |
| 1967 | Bureå kyrka                              | Luleå     |                                            |          |              |         |                     | |
| 1967 | Vallda kyrka                             | Göteborg  |                                            | 2        | Självständig |         | Ja/Ja               | |
| 1967 | Sankta Maria kyrka, Ystad                | Lund      |                                            | 3        | Självständig | 34      |                     | |
| 1968 | Ekeberga kyrka                           | Växjö     | Ekeberga_kyrka_007                         | 2        | Självständig | 18      | Ja/Ja               | |
| 1968 | Tranemo kyrka                            | Göteborg  |                                            | 3        | Självständig | 31      | Ja/Ja               | |
| 1968 | Hultsfreds kyrka                         | Växjö     |                                            | 3        | Självständig |         | Ja/Ja               | |
| 1969 | Västerledskyrkan, Stockholm              | Stockholm |                                            | 3        | Självständig | 30      | Ja/Ja               | |
| 1969 | Oscar Fredriks kyrka                     | Göteborg  |                                            | 3        | Självständig | 45      | Ja/Ja               | |
| 1970 | Caroli kyrka, Borås                      | Skara     |                                            | 3        | Självständig | 43      | Ja/Ja               | |
| 1970 | Gränna kyrka                             | Växjö     |                                            | 3        | Självständig | 34      | Ja/Ja               | |
| 1970 | Kungälvs kyrka                           | Göteborg  |                                            | 2        | Självständig | 25      | Ja/Ja               | |
| 1972 | Tämta kyrka                              | Skara     |                                            | 1        |              | 7½      | Ja/Ja               | |
| 1972 | Jämjö kyrka                              | Lund      |                                            | 2        | Självständig | 25      | Ja/Ja               | |
| 1975 | Ryssby kyrka                             | Växjö     |                                            | 2        | Självständig | 18      | Nej/Nej             | Förstörd i brand 2001. |
| 1976 | Östersunds gamla kyrka                   | Härnösand |                                            |          |              | 22      |                     | |
| 1979 | Ceciliakapellet, Oskarshamn              | Växjö     |                                            | 2        | Självständig | 20      | Ja/Ja               | |
| 1981 | Hossmo kyrka                             | Växjö     |                                            | 2        | Självständig | 12      |                     | |
| 1984 | Brastads kyrka                           | Göteborg  |                                            | 2        | Självständig | 22      | Ja/Ja               | |
| 1985 | Adelövs kyrka                            | Linköping |                                            | 2        | Självständig | 20      | Ja/Ja               | |
| 1986 | Gideonsbergskyrkan                       | Västerås  |                                            |          |              | 12      |                     | |
| 1989 | Färila kyrka                             | Uppsala   |                                            | 2        | Självständig | 28      | Ja/Ja               | |
| 1993 | Brålanda kyrka                           | Karlstad  |                                            | 2        | Självständig | 21      | Ja/Ja               | |
| 1996 | Bosebo kyrka                             | Växjö     |                                            |          |              | 14      | Ja/Ja               | |
| 1997 | Heliga Trefaldighetskyrkan, Kristianopel | Lund      |                                            | 2        | Självständig | 18      | Ja/Ja               | |

### Restaureringar
| År   | Ursprunglig kyrka  | Stift | Bild | Manualer | Pedal | Stämmor | Bevarad orgel/fasad | Övrigt                              |
| ---- | ------------------ | ----- | ---- | -------- | ----- | ------- | ------------------- | ----------------------------------- |
| 1950 | Jonsereds kyrka    |       |      |          |       |         |                     | Restaurering av Schörlinorgel 1950. |
| 1952 | Morlanda kyrka     |       |      |          |       |         |                     |                                     |
| 1963 | Nässjö gamla kyrka |       |      |          |       |         |                     | Restaurering av Schörlinorgel 1963. |